# Олег Бончинський (військовик)
Олег Бончинський — український військовик, старший солдат ССО, доброволець ДУК «Правий сектор», учасник російсько-української війни.

## Життєпис
Олег Бончинський народився 25 брезня 1988 року в м. Ходорів.
Після Революції гідності пристав до бійців Добровольчого українського корпусу “Правий сектор” . 
Перші бої добровольці прийняли влітку на околицях Донецька – звільняючи Карлівку, а потім і Піски. В боях за Саур-Могилу отримав важке поранення. Восени повернувся в до побратимів взявши участь в обороні Авдіївки.
У 2016 обороняв авдіївську промзону[джерело?].
Повернувшись додому зайнявся громадською діяльністю та вступив в університет. Засновник Ходорівської організації підтримки ветеранів АТО 
У 2020 році був кандидататом у депутати Стрийської ОТГ[джерело?].
1. ↑  Засновник Гайда Денис Ростиславович — досьє керівника.